# ヨハン・ヤーコプ・フォン・ヴンシュ

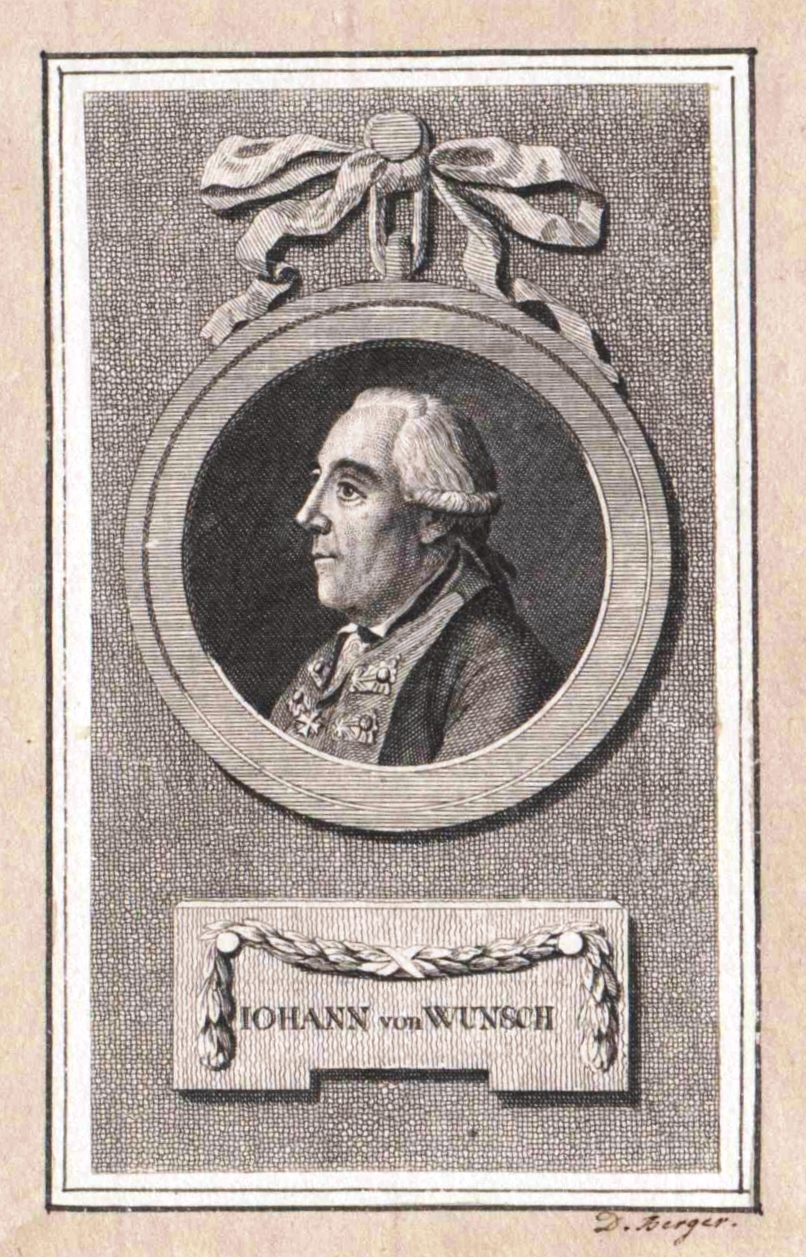
ヨハン・ヤーコプ・フォン・ヴンシュ。ダニエル・ベルガーによる肖像画。

ヨハン・ヤーコプ・フォン・ヴンシュ（Johann Jakob von Wunsch、1717年12月22日、ハイデンハイム、ヴュルテンベルク - 1788年10月18日、プレンツラウ）はプロイセン王国の歩兵大将で、特に軽歩兵の指揮に秀でていた。彼はヴュルテンベルクの毛皮職人の息子であり、長い軍歴の中で数か国の軍隊に仕えている。
18歳になって間もなく、父親によってヴュルテンベルク公国の軍に送り込まれた。その連隊に属し、彼は1737年に、バルカン半島でオスマン帝国と戦うオーストリア軍を支援している。そして1748年、プロイセン公子ハインリヒの目に留まり、七年戦争の勃発とともにプロイセン軍 (Prussian Army) に入隊すると、義勇大隊 (de:Freibataillon) を率いて数々の奇襲や小競り合いを戦い抜き、オーストリア軍に大損害を与えた。
なお1778年、ヴンシュの部隊がプロイセンの国境を越えてボヘミアへ侵入すると、それがバイエルン継承戦争の端緒となっている。
そして平和が訪れると、1763年にフリードリヒ・アウグスト・フォン・フィンク中将の後任として第12歩兵連隊の指揮官となった。フリードリヒ大王の後継者、フリードリヒ・ヴィルヘルム2世は彼を歩兵大将に昇進させ、プロイセンの貴族に叙した。

## 家族および初期の軍歴
ヴンシュは1717年12月22日、ヴュルテンベルク公国のハイデンハイムに住む毛皮職人の一家に生まれ、プロイセン王国のプレンツラウで1788年10月18日に没した。彼の祖父はオーストリア軍に仕え、父は数年間、バイエルン軍に参加していた。ヴンシュは地元で教育を受け、父親の手で18歳の時に、ヴュルテンベルク連隊の士官候補生の養成課程に送り込まれる。同連隊とウィーンに滞在している間に、彼はハプスブルク家の軍事顧問の娘、ジョセフィーヌ・ル・ロワと結婚した。夫婦には一人の息子が生まれている。

## 初期の軍歴
ヴュルテンベルク公の連隊は、オスマン帝国と戦うオーストリア軍を支援していた。ヴンシュは1737年から1739年にかけて、現在はボスニア・ヘルツェゴビナ領のバニャ・ルカ近郊でいくつかの戦いに参加している。そして1739年に入ると、オーストリアとヴュルテンベルクどちらの軍でも、それ以上昇進できる見込みがなくなったためバイエルン公国 (Duchy of Bavaria) の軍に最年長の少尉として仕え、「フランジパーニ（Frangipani）」フザール連隊に配属される。
。
神聖ローマ帝国皇帝のカール7世が薨去すると、後継のバイエルン選帝侯マクシミリアン3世ヨーゼフは、フュッセン条約で帝位へのいかなる要求をも断念することに合意した。その頃、ヴンシュの連隊は任務のためネーデルラントへ派遣され、ロクールの戦いとラウフフェルトの戦いに参加し、遂には1745年、ブリュッセルをフランス軍から解放した。この後、ヴンシュは騎兵大尉 (Rittmeister) に昇進する 。1749年、オーストリア継承戦争が終結するとヴンシュは幕僚としての地位と年金を獲得し、妻子とともにネーデルラントに残った。続いて次の戦争の勃発が明らかになると、彼は1756年、フリードリヒ大王に仕官を持ちかけ、最年長の大尉としてプロイセン軍に入隊した。ヴンシュはルートヴィヒ・フォン・アンジェレッリ・デ・マルヴェッツィ大佐が設立した義勇大隊に配属されると、小競り合いや奇襲に適した新しい陣形の価値を理解していた、プロイセン公子ハインリヒの指揮下に入る。

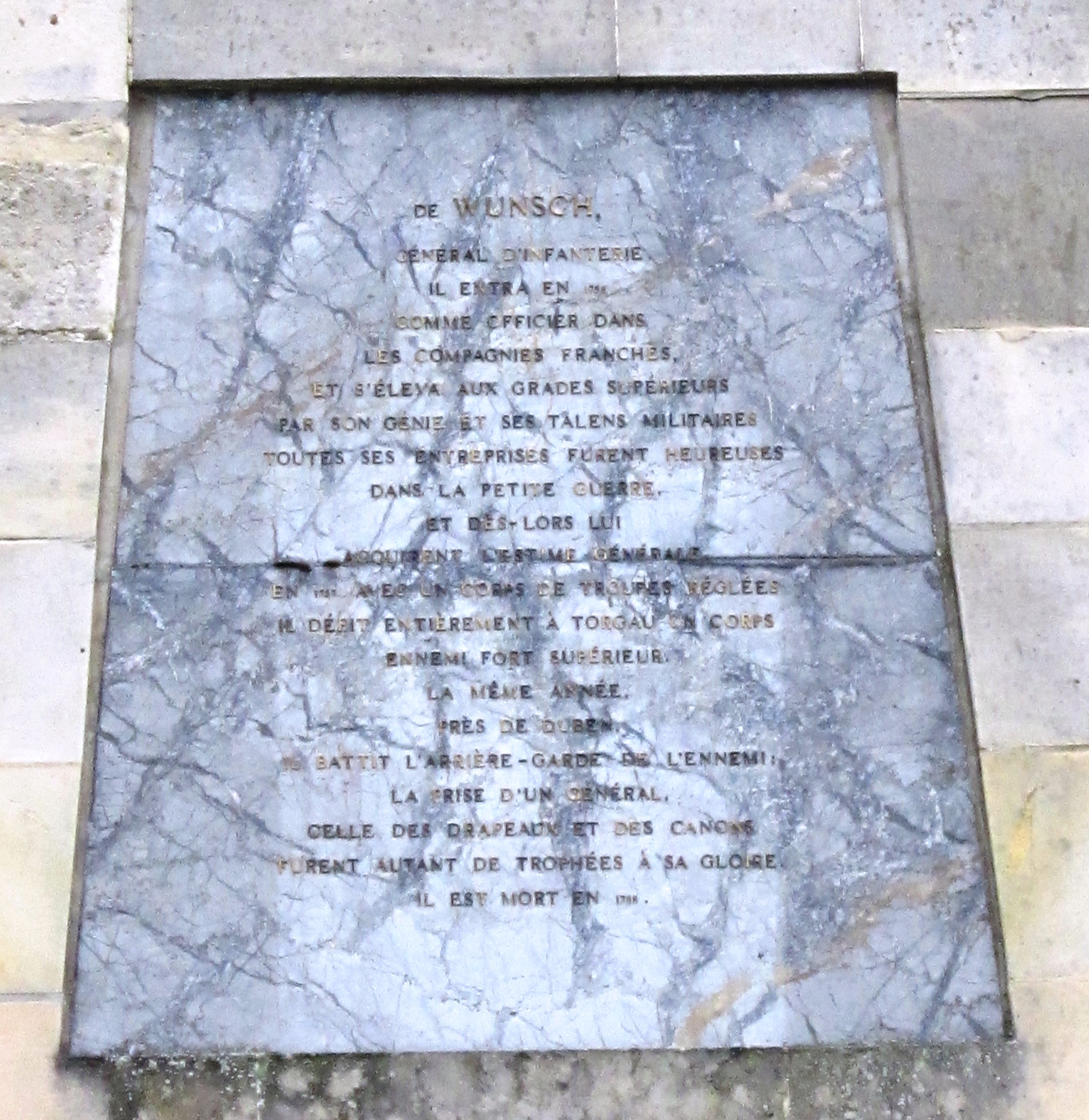
ラインスベルク城のオベリスクに設置されたヨハン・ヤーコプ・フォン・ヴンシュの銘板。

## 七年戦争
七年戦争の間、ヴンシュは軽歩兵部隊の士官として成功を収めた。1757年のプラハの戦いの後、彼は少佐に昇進する。さらに9月、トルガウ近郊で功を挙げると、その翌日にライプツィヒへ侵攻した 。続けてプロイセン軍がロイテンの戦いに勝利すると、フリードリヒ大王は手ずから彼を中佐に昇進させた。また、ある義勇大隊の指揮を託し、プール・ル・メリット勲章を授けている。ヴンシュは短期間、故郷のハイデンハイムに戻るとボヘミアに駐留する、指揮下の部隊に帰還した。彼が指揮した奇襲の数々は大成功を収める。ヴンシュはシュレージエン、ボヘミア、フランケン、テューリンゲンの奇襲を指揮し、オーストリア軍からライツェンハインに至る峠を奪い、部隊を率いてケーニヒスヴァルテを急襲し、ヴァインベルクに展開する小規模なオーストリア軍部隊を攻撃した。その戦闘で、2門の大砲を奪っている。またオーストリア軍とその同盟軍が支配するフランケン、ザクセン、ボヘミアの各都市を襲撃して成功を収め、物資や大砲を奪い、しばしば数多くの捕虜を得た 。フリードリヒ大王は大いに満足し、1759年7月11日、ヴンシュを大佐に任じ、彼自身が指揮官となる軽歩兵連隊を与えた。同年8月10日には、少将に昇進している。なおヴンシュの息子も一連の襲撃に参加しており、少尉に任じられた。

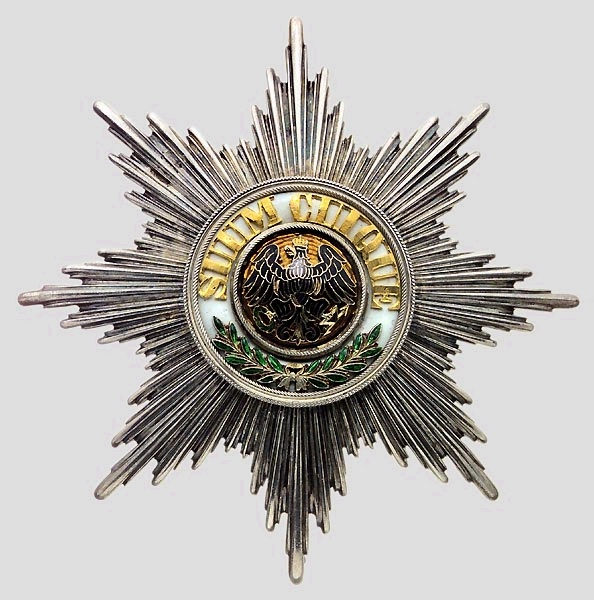
黒鷲章にはラテン語で「SUUM CUIQUE」、すなわち「各人に各人のものを」という文章が彫り付けられている。フリードリヒ・ヴィルヘルム2世は1787年、この勲章をもってヴンシュの功に報いた。

二日後、プロイセン軍はクーネルスドルフの戦いで壊滅的な損害を被る。フリードリヒ大王は残った騎兵に守られ、命からがら逃れた。ヴンシュの小規模な部隊は手つかずで残っており、大王の退却において殿軍を務める。そしてベルリンに到着すると、首都の守備隊の指揮を託された。
この後、フリードリヒ大王はヴンシュを10,000から12,000の兵とともにザクセンへ送る。1759年8月28日にヴィッテンベルク、8月31日にトルガウを占領すると、9月8日には同地でダニエル・フリードリヒ・フォン・サンタンドレ（Daniel Friedrich  (de:Freiherr von Saint-André) ）男爵率いるオーストリア軍を破り、9月13日にはライプツィヒからフランス軍を駆逐する。なお9月21日にはコルビッツ（Korbitz）の戦いでフィンク中将を支援し、10月29日にはケムベルクでブレンターノ少将を破った。これらの朗報は、クーネルドルフの戦いで意気消沈していたフリードリヒ大王を大いに喜ばせた。その結果、ヴンシュはプール・ル・メリット勲章を授かっている。
続いて11月20日、彼はマクセンの戦いに参加した。その時ダウン元帥は、フィンク中将を孤立させて捕縛する。それからヴンシュは、包囲されるまで自身とフィンク中将の部隊を指揮した。ダウン元帥は、その二つの部隊と比べて三倍の兵力を従えていた。遂にヴンシュは1759年11月21日に降伏し、戦争の残りの期間をインスブルックで捕虜として過ごすことになる。
戦後、フリードリヒ大王はハンス・ヨアヒム・フォン・ツィーテン大将に命じ、マクセンの戦いで捕虜となった諸将を軍法会議に掛けた。そのうち、有罪判決を受けたのはフィンク中将を含め8名に及ぶ。決然とした行動と勇気、そして過去の功績ゆえに無罪とされ、名誉を回復したのはヴンシュのみであった。後に、やはりプロイセン人ではなかったレッスィンクが作品『ミンナ・フォン・バーンヘルム』で、ヴンシュを登場人物、テルハイム少佐のモデルとしたのは確かなこととされる。

## 後期の軍歴
ヴンシュは講和後の平和な数年間、フリードリヒ大王の軽歩兵部隊をプレンツラウの駐屯地で再編しつつ過ごした 。そして1771年5月23日、中将に昇進する。1778年、バイエルンの公位継承を巡って緊迫した交渉が繰り広げられている中、彼はオーストリア領ボヘミアとの国境を巡回していた 。そして7月初頭、ヴンシュによるボヘミアへの越境行為はバイエルン継承戦争における初の軍事行動となった。この戦争で大規模な戦闘は生起せず、双方が輜重の遮断を狙って小競り合いに終始する。
シュレージエンで襲撃を指揮した後、ヴンシュと彼の部隊はグラーツ伯領 (County of Kladsko) に残り、兵站拠点と製パン所を守備した。
1787年、フリードリヒ大王の後継者、フリードリヒ・ヴィルヘルム2世は功績に報い、彼に黒鷲章 (Order of the Black Eagle) を授け、歩兵大将に昇進させた。しかしヴンシュは1788年10月18日、長い闘病生活の末に肺水腫 により、プレンツラウで没した。

## 記念碑
ハインリヒ公子は1790年、ともに戦った人々の記念碑をラインベルク (Rheinberg) に建てさせた。そこにはヴンシュの名も刻まれている。